# John Stephen Akhwari
John Stephen Akhwari (* 1942) ist ein ehemaliger tansanischer Langstreckenläufer, der sich auf den Marathon spezialisiert hatte. 
Bei den British Empire and Commonwealth Games 1962 in Perth wurde er Sechster im Marathon und kam über sechs Meilen auf den 13. Platz. 1963 wurde er Zweiter beim Athen-Marathon. 
Bei den Olympischen Spielen 1968 in Mexiko-Stadt kämpfte er wie viele andere Läufer mit der Hitze und der Höhenlage. Nach 19 km stürzte er nach einer Kollision mit Konkurrenten. Obwohl er sich die Schulter verrenkte und sich das rechte Bein bandagieren lassen musste, kämpfte er sich ins Ziel, wo er als letzter Läufer auf Platz 57 in 3:25:17 h ankam, mehr als eine Stunde hinter dem Sieger Mamo Wolde und fast zwanzig Minuten hinter dem Vorletzten. Als ihn der Dokumentarfilmer Bud Greenspan fragte, warum er nicht aufgegeben habe, antwortete er: „Mein Land hat mich nicht 5000 Meilen weit geschickt, damit ich an den Start gehe, sondern damit ich ins Ziel komme.“
1969 wurde er in Kampala Zentral- und Ostafrikanischer Meister im Marathon. Bei den British Commonwealth Games 1970 in Edinburgh wurde er jeweils mit persönlicher Bestzeit Neunter über 10.000 m in 28:44,0 min und Fünfter im Marathon in 2:15:05 h. 